# Panorama Bahn (Silvretta Montafon)

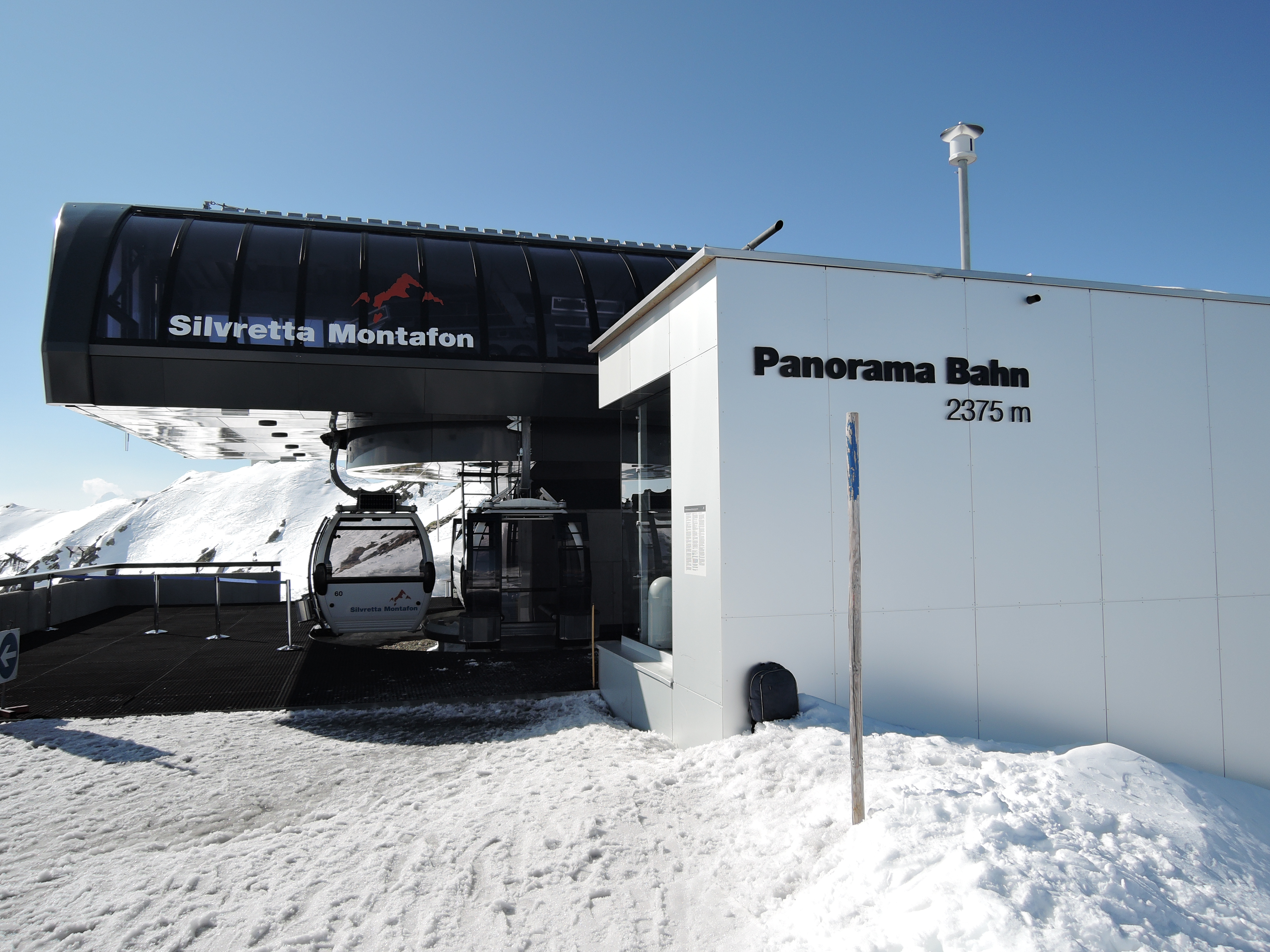
Die Bergstation der Panorama Bahn

Die Panorama Bahn ist eine Einseilumlaufbahn mit 8er Kabinen im Wintersportgebiet Silvretta Montafon im österreichischen Bundesland Vorarlberg.

## Bau und Streckenverlauf
Die Bahn wurde 2014 innerhalb von fünf Monaten errichtet, sodass sie zur Wintersaison 2014/15 den Betrieb aufnehmen konnte. Sie verbindet die Kapellalpe (Talstation) mit dem Kreuzjoch (Bergstation) und verläuft über den Sennigrat (2300 m ü. A.). Dabei ersetzte sie den Zweier-Sessellift Kreuzjochbahn und verkürzte die Fahrzeit, von der neuen Tal- zur neuen Bergstation, von 40 auf 8 Minuten. Die Talstation der Bahn liegt zwischen der Kapellbahn-Bergstation und der Seebliga-Talstation. Die Bergstation liegt unterhalb des Hochjochs und der Bergstation der Hochalpila Bahn auf dem Kreuzjoch im Gemeindegebiet von Schruns. Von dort besteht Zugang zu den Pisten auf dem Grasjoch und über die Grasjoch Bahn und St. Gallenkirch zum anderen Teil des Wintersportgebiets, Silvretta Nova.

Die Tal- und Bergstation stammen aus dem Pool der Floriade Bahn, die im Sommer 2012 im niederländischen Venlo betrieben wurde. Der Bau kostete rund 12,5 Millionen Euro und wurde durch die Bank für Tirol und Vorarlberg finanziert. Für die Arbeiten am Berg wurde vorwiegend auf Unternehmen aus der Region zurückgegriffen. 

## Besonderheiten
Eine Besonderheit der Bahn ist die Verfügbarkeit von kostenlosem W-LAN in allen 65 Gondeln.

## Technische Daten

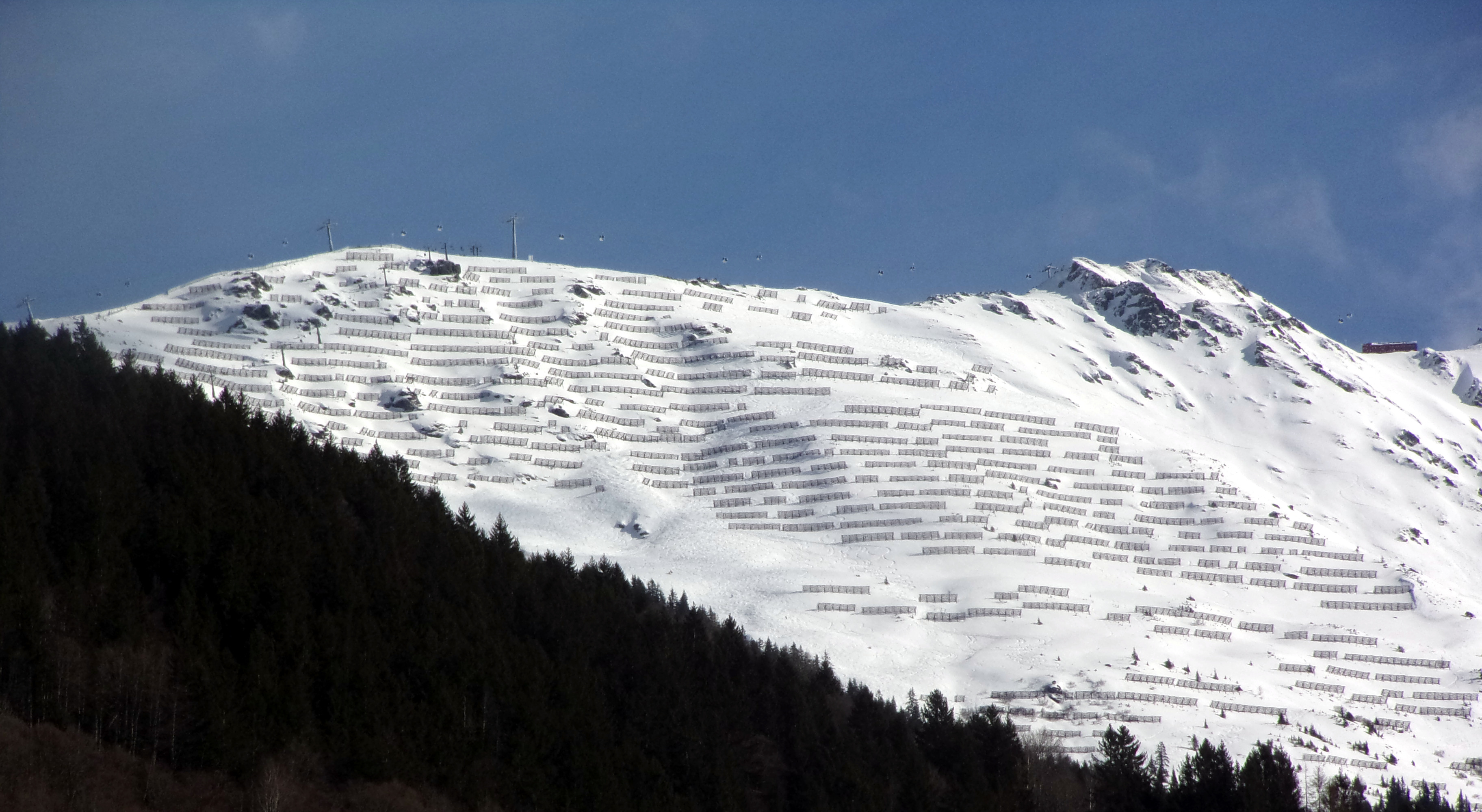
Die Panoramabahn auf dem Sennigrat

Die Bahn wurde durch das Unternehmen Doppelmayr errichtet.
| Panorama Bahn       | Panorama Bahn                     |
| Technische Daten    | Technische Daten                  |
| ------------------- | --------------------------------- |
| Bahnsystem          | Einseilumlaufbahn mit 8er Kabinen |
| Streckenlänge       | 2374 m                            |
| Höhe Talstation     | 1750 m.ü.A.                       |
| Höhe Bergstation    | 2375 m.ü.A.                       |
| Höhenunterschied    | 625 m                             |
| Anzahl der Stützen  | 11                                |
| Fahrgeschwindigkeit | max. 6 m/s                        |
| Fahrzeit            | 8 min                             |
| Anzahl der Gondeln  | 65                                |
| Förderleistung      | 2360 Personen/Stunde              |
| Betriebszeitraum    | 2014–heute                        |